# Mackiszki (gmina Butrymańce)
Mackiszki (lit. Mackiškės) − wyludniona wieś na Litwie, w gminie rejonowej Soleczniki, 6 km na południe od Butrymańców. Przed II wojną światową w Polsce, w powiecie lidzkim województwa nowogródzkiego. W latach 1925−9 siedziba gminy.